# Liste der Monuments historiques in Brain-sur-Allonnes
Die Liste der Monuments historiques in Brain-sur-Allonnes führt die Monuments historiques in der französischen Gemeinde Brain-sur-Allonnes auf.

## Liste der Bauwerke
| Bezeichnung                              | Beschreibung              | Standort | Kennzeichnung | Schutzstatus | Datum | Bild |
| ---------------------------------------- | ------------------------- | -------- | ------------- | ------------ | ----- | ---- |
| Archäologische Ausgrabung La Cave Peinte | Erbaut im 14. Jahrhundert | (Lage)   | PA00135544    | Inscrit      | 1995  |      |

## Liste der Objekte
- Monuments historiques (Objekte) in Brain-sur-Allonnes in der Base Palissy des französischen Kultusministeriums